# 橫濱中學校及高等學校
橫濱中學校及高等學校是位於日本神奈川縣橫濱市的私立高等學校及中學校。

## 歷史
1942年原擔任神奈川縣立橫濱第一中學校（現在的神奈川縣立希望之丘高等學校）校長的黑土四郎自行創立了舊制中學校「橫濱中學校」，並在1946年遷至現址。
1948年配合日本的學制改革改設為「橫濱中學校及高等學校」同時也將原本改制前的「本牧中學校」併入。
在1968年一度停止開辦橫濱中學校，直到1985年才恢復設置中學校，並開始規劃中高一貫的六年課程。
過去橫濱中學校及高等學校一直都是只招生男性的男校，直到2020年開始才在高等學校招生女性學生。